# Château du Pont-Hus
Le château du Pont-Hus est un château de la commune de Petit-Mars en Loire-Atlantique.

## Histoire
Au XIIIe siècle, Hus de La Muse (ou Mure ou Muce) fait construire une nouvelle forteresse en remplacement de l'ancien château féodal édifié en 1070.
Jean Chauvin (fils de Guillaume Chauvin) épouse Françoise de La Muse. Leur fils, Bonaventure Chauvin, seigneur de La Muse et chambellan d'Henri III, se convertissant au protestantisme, le château de Ponthus devient alors une annexe de l'église protestante de Nantes. Olivier de La Muse s'établit en Virginie et le château est démoli sur ordre du roi, à la suite d'un arrêt du Parlement de Bretagne en 1622.
Après quatre siècles entre les mains de la famille de La Muse, le domaine passe à la famille de Goyon de Marcé en 1678 par alliance. 
En 1773, le marquis Amaury de Goyon fait reconstruire le château. 
En 1793, des combats opposant les républicains et les chouans s'y déroulent, le château est alors en partie brûlé.
Au début du XXe siècle, le château passe par héritage à la famille de Charette.
En 2004, le Haras de Hus est créé.

## Compléments